# Säckpapper
Säckpapper kallas sådant papper som tillverkas för användning i säckar, bärkassar och påsar. En vanlig benämning är också kraftpapper, som dock också inkluderar andra pappersslag än säckpapper. Säckpapper kan vara oblekt, halvblekt eller helblekt beroende på användningsområde. Ytvikten för säckpapper brukar vara 70-90 g/m2.
Säckpapper måste ha goda styrkeegenskaper (drag- liksom rivstyrka) och god töjbarhet. Speciellt viktig egenskap är brottarbetet, den energi som krävs för att orsaka ett definierat brott för arket. Brottarbetet beror både på papperets dragstyrka och på dess töjningsegenskaper och är ungefär lika med produkten av brottstyrka och brottöjning. Brottarbetet för normalt kraftpapper uppgår till cirka 180 J/m2 i arkets längsriktning och 195 J/m2 i tvärsriktningen. För säckpapper som tillverkas med mikrokräppningsaggregat kan brottarbetet uppgå till 250 J/m2 i längsriktningen och 325 J/m2 i tvärsriktningen. Som jämförelse kan nämnas att för normalt tryckpapper är brottarbetet under 100 J/m2 i båda riktningarna.
Töjbarheten för papper kan ökas genom att torkningen görs utan inspänning. Genom att papper krymper vid torkning kommer ett ark som fritt kan krympa vid torkning att uppvisa bättre töjbarhet än ett ark som torkar under inspänning. För pappersmaskiner med cylindertorkning kommer arket alltid vara utsatt för relativt hög dragspänning jämfört med ark som torkas i fläkttorksenheter, som också används för massatorkning. En slutsats av detta är att fläkttorkning av säckpapper, åtminstone för en del av torkningen, är gynnsamt för att ge hög töjbarhet hos papperet. Töjbarheten kan också ökas genom kräppning, vilket dock negativt förändrar papperets ytegenskaper. En ofta tillämpad metod för att öka töjbarheten för säckpapper, utan att påverka ytegenskaperna, är en komprimering eller mikrokräppning i längsriktningen genom så kallat Clupak-aggregat.
Säckar provas ofta genom fallprov med en standardhöjd av 30 cm. Säcken fylls med en last (oftast 5 kg) och får falla så många gånger att den till sist går sönder. Som jämförelse kan anges att med mikrokräppat ark tål säcken kanske 10 fall, med vanligt kraftpapper kanske 7 fall, med blekt påspapper kanske 5 fall, med tryckpapper kanske bara 1 fall.
En annan viktig egenskap för säckpapper är dess luftresistens. Då säckar ofta fylls genom pneumatisk matning måste luften så lätt som möjligt komma ut, vilket innebär att låg luftresistens är önskvärt.
Kraftpapper brukar syfta på oblekt papper, som tillverkats från sulfat- eller kraftmassa. Genom speciella tillverkningsmetoder kan även halvblekt eller helblekt papper ges goda egenskaper för användning som säckpapper. Sulfitprocessen ger generellt svagare ark och sulfitmassor är därför inte lämpliga för säckpapper. Naturligtvis är inte heller mekaniska massor lämpliga för säckpapper då ark från dessa massor bäst lämpar sig för pappersprodukter där styrkan är av mindre betydelse. Slutligen kan också konstateras att returfiber från returpapper inte heller ger så goda styrkeegenskaper som ofta krävs för säckpapper.
Säckar tillverkas ofta med flerväggskonstruktioner, det vill säga två eller flera ark ingår i säcken. Härvid kan ett ark utgöras av funktionellt papper, till exempel vattenavvisande, vattenångresistent, flamhärdigt eller antikorrosivt. Ett yttre ark kan också vara blekt och/eller bestruket för bättre tryckbarhet.
Slutanvändning för säckpapper är speciellt för industriella ändamål såsom för cement, konstgödsel eller kraftfoder, men också för mer konsumentnära produkter såsom för socker, mjöl, hundmat och träkol.